# UnitedHealth Group
UnitedHealth Group (NYSE: UNH) o UnitedHealthcare es una empresa estadounidense de seguros de salud (Q). Tiene su sede en Minnetonka, Minnesota, en el área metropolitana de Mineápolis–Saint Paul. UnitedHealth Group es una empresa de Fortune 500. UnitedHealthcare y Optum, ofrece planes de atención médica en los 50 estados y 130 países.

## Asesinato del CEO Brian Thompson
El 4 de diciembre de 2024, Brian Thompson, director ejecutivo de la división de seguros de UnitedHealth Group, fue disparado en la ciudad de Nueva York. El asesinato ocurrió afuera del Hilton Midtown de Nueva York, donde UnitedHealth Group organizaba un evento para inversionistas. El asesinato llevó a muchos usuarios de las redes sociales a compartir su desprecio por UnitedHealthcare y el sistema de seguro médico estadounidense y Thompson personalmente. Posteriormente, la policía arrestó a un sospechoso, Luigi Mangione, y lo acusó de asesinato, este mismo se declararía no culpable.

### Nuevo CEO
El 24 de enero de 2025, UnitedHealthcare nombró a un alto ejecutivo, Tim Noel, como su nuevo consejero delegado (CEO), tras el asesinato de Brian Thompson. UnitedHealth Group, la empresa matriz de la aseguradora, informó en un breve comunicado a los medios que Noel se unió a la compañía en 2007 y, hasta el momento, lideraba los programas de Medicare y Jubilaciones, destacando su "experiencia" y "compromiso" con el sector.
Como consecuencia del crimen de Thompson, UnitedHealthcare y otras compañías del sector de seguros han adoptado medidas preventivas, como retirar de sus sitios web las fotos e información de sus altos ejecutivos.